# Radioåret 1991

## Händelser

### November
- 30 november - I Motala i Sverige stängs Orlunda långvågsstation.

## Radioprogram

### Sveriges Radio
- 20 december - Sista sändningen av Metropol med Ingvar Storm och Niklas Levy
- 1-24 december - Årets julkalender är Bäjkån och Bällman.[1]

## Födda
- 23 april - Moa Lundqvist, svensk programledare.

## Avlidna
- 10 oktober – Jacob Dahlin, 39, svensk programledare.

### Fotnoter
1. ↑  ”1991, Bäjkån och Bällman”. Sveriges Radio. http://sverigesradio.se/barn/julkalendrar/1991.stm. Läst 31 augusti 2015.